# Neocryptodiscus persicus
Neocryptodiscus persicus är en flockblommig växtart som först beskrevs av Pierre Edmond Boissier, och fick sitt nu gällande namn av Ian Charleson Hedge och Lamond. Neocryptodiscus persicus ingår i släktet Neocryptodiscus och familjen flockblommiga växter. Inga underarter finns listade i Catalogue of Life.